# Севран
Севран (фр. Sevran) град је у Француској у Париском региону, у департману Сена-Сен Дени.
По подацима из 2006. године број становника у месту је био 51.106.

## Демографија
| 1962.  | 1968.  | 1975.  | 1982.  | 1990.  | 1999.  | 2006.  | 2011.  |
| ------ | ------ | ------ | ------ | ------ | ------ | ------ | ------ |
| 17.969 | 20.253 | 34.221 | 41.809 | 48.478 | 47.063 | 51.106 | 50.053 |

## Партнерски градови
- Telemcan